# Size Isn’t Everything
A Size Isn’t Everything című lemez a Bee Gees együttes diszkográfiájának harminchatodik nagylemeze.

## Az album dalai
1. Paying the Price of Love (Barry, Robin és Maurice Gibb) – 4:12
2. Kiss of Life (Barry, Robin és Maurice Gibb) – 4:14
3. How to Fall in Love (Part 1) (Barry, Robin és Maurice Gibb) – 5:59
4. Omega Man (Barry, Robin és Maurice Gibb) – 3:59
5. Haunted House (Barry, Robin és Maurice Gibb) – 5:44
6. Heart Like Mine (Barry, Robin és Maurice Gibb) – 4:41
7. Anything For You (Barry, Robin és Maurice Gibb) – 4:36
8. Blue Island (Barry, Robin és Maurice Gibb) – 3:15
9. Above and Beyond (Barry, Robin és Maurice Gibb) – 4:27
10. For Whom the Bell Tolls (Barry, Robin és Maurice Gibb) – 5:06
11. Fallen Angel (Barry, Robin és Maurice Gibb) – 4:30
12. Decadance (Barry, Robin és Maurice Gibb) – 4:31

A Decadance című szám az amerikai kiadáson nem szerepel.

## A számok rögzítési ideje
1992 július- 1993. március Middle Ear Stúdió Miami Beach
A nagylemez számaival együtt rögzített, a nagylemezre szánt My Destiny és a 855-7019 és a című Barry, Robin és Maurice Gibb  szám kislemezen, valamint a The Fantastic Bee Gees, Outsiders válogatáslemezeken jelent meg.

## Közreműködők
- Barry Gibb – ének, gitár
- Robin Gibb – ének
- Maurice Gibb – basszusgitár, gitár, ütőhangszerek, billentyűs hangszerek, ének
- Trevor Murrell – dob
- Luis Jardim – ütőhangszerek
- Tim Moore – billentyűs hangszerek
- George „Chocolate” Perry – basszusgitár
- Alan Kendall – gitár
- Tim Cansfield – gitár
- Tommy Morgan, Donny Brooks, Gustavo Lezcano – harmonika
- Julia Waters, Maxine Waters – ének
- Ed Calle – szaxofon

## A nagylemez megjelenése országonként
- Brazília  Polydor 519 945-1 1993
- Egyesült Államok Polydor 314 521 055-2 1993
- Japán Polydor POCP-1358 1993, Polydor/Universal UICY-3820 2004
- Koreai Köztársaság PolyGram RG 3406 1993, Polygram CD DG 0622 1993

## Az album dalaiból megjelent kislemezek, EP-k
- Blue Island Spanyolország Polydor Bee Gee 2-2 promo 1993
- For Whom The Bell Tolls / Decadance Egyesült Királyság Polydor PZVCD 299 1993, Franciaország Polydor 855 010-2 1993, Japán Polydor PODP1089 1993, Németország Polydor 855 010-2 1993
- For Whom The Bell Tolls / Decadance / Decadance Németország Polydor 855 011 2 1993
- For Whom The Bell Tolls / Stayin Alive / Too Much Heaven / Massachusetts Ausztrália Polydor 859 959-2 1993, Egyesült Királyság Polydor POCS 299 1993, Polydor  PZCD 299 1993, Polydor 940 1993
- For Whom The Bell Tolls / New York Mining Disaster / I’ve Gotta Get a Message To you / Massachusetts Egyesült Államok Polydor 855 332 2 1993, Polydor 855 332 1993
- Happy Ever After / Evolution Egyesült Államok WB 9 26530-2 1993
- How To Fall In Love Pt 1 / 855-7019 / Fallen Angel Egyesült Királyság Polydor PZ CD 311 1994, Németország Polydor 855 647-2 1994
- How To Fall In Love Pt 1 / Fallen Angel 7" Egyesült Királyság Polydor PO 311 1994
- How To Fall In Love Pt 1 / I’ve Gotta Get a Message To You / Tragedy / New York Mining Disaster Egyesült Királyság PZDD 311 1994, Németország Polydor 855 575-2  1994
- Kiss Of Life / Stayin Alive / Too Much Heaven / Massachusetts Hollandia Polydor 879 009-2, Németország Polydor 879 009-2 1994
- Kiss Of Life / 855-7019 Egyesült Királyság Polydor 879 008-2 1994, Franciaország Polydor 879 008-2 1994
- Kiss Of Life / How To Fall In Love Pt 1 Egyesült Királyság Polydor 879 009-2 1994
- Kiss Of Life  Franciaország Polydor 1782 promo 1993
- Paying The Price of Love (3 mixes) / My Destiny Egyesült Királyság Polydor PZCD 284 1993, Polydor PZ 284 1993, Franciaország Polydor 859 470-2 1993, Japán Polydor PODP1084 1993, Németország Polydor 859 471 2 1993
- Paying The Price of Love / My Destiny  Ausztrália Polydor 859 470-7 1993, Egyesült Királyság Polydor PO 284 1993, Németország Polydor 859 470-7 1993
- Paying The Price of Love / Jive Talkin / Night Fever / How Deep Is Your Love Egyesült Királyság Polydor 1993
- Paying The Price of Love (4 mixes) / Decadance Egyesült Államok Polydor 859 165 2  1993
- Paying The Price of Love (3 mixes) Egyesült Államok Polydor  859 165 1 1993
- Paying The Price of Love / To Love Somebody / Stayin Alive / Lonely Days / How Deep Is Your Love / Nights on Broadwa / How Can You Mend a Broken Heart / Words / You Should Be Dancing Egyesült Államok Polydor promo
- Paying The Price of Love  (6 mixes) Egyesült Államok  Polydor promo 1993

## Eladott példányok
A High Civilization lemezből a világban 700 ezer példány (ebből az Egyesült Államokban 175 ezer) kelt el.

## Number One helyezés a világban
- Size Isn’t Everything: Argentína
- For Whom the Bell Tolls: Brazília